# Petroica
Petroica là một chi chim trong họ Petroicidae.

## Các loài và phân loài
- Petroica australis
- Petroica longipes
- Petroica multicolor
  - Petroica multicolor multicolor
- Petroica boodang
- Petroica goodenovii
- Petroica phoenicea
- Petroica traversi
- Petroica macrocephala
  - Petroica macrocephala chathamensis
- Petroica rosea
- Petroica rodinogaster
- Petroica archboldi
- Petroica bivittata